# James Rainwater
Leo James Rainwater (9.12.1917 – 31.5.1986) là nhà vật lý người Mỹ đã đoạt Giải Nobel Vật lý năm 1975 chung với Aage Niels Bohr và Ben Roy Mottelson cho công trình của ông trong xác định các hình dạng không đối xứng của một số hạt nhân nguyên tử.

## Cuộc đời và Sự nghiệp
Rainwater sinh ngày 9.12.1917 tại Council, Idaho, nhưng sau khi cha ông chết trong trận dịch cúm lớn 1918, ông đã di chuyển về Hanford, California. Ông đậu bằng cử nhân vật lý ở Học viện Công nghệ California năm 1939, rồi bằng tiến sĩ ở Đại học Columbia năm 1946. Ông giảng dạy Vật lý học ở Đại học Columbia từ năm 1946, và được phong chức giáo sư năm 1952.
Trong thời Chiến tranh thế giới thứ hai, ông làm việc ở Dự án Manhattan nhằm chế tạo bom nguyên tử. Năm 1949 – trái với những gì mà thời đó người ta tin tưởng - ông bắt đầu phát triển lý thuyết cho rằng không phải mọi hạt nhân nguyên tử đều có dạng hình cầu. Các ý tưởng này của ông sau đó được khảo sát và chứng thực bởi các thí nghiệm của Aage Niels Bohr và Ben Roy Mottelson. Rainwater cũng đóng góp vào kiến thức khoa học về các tia X. Ông cũng tham gia Ủy ban Năng lượng nguyên tử Hoa Kỳ cùng các dự án nghiên cứu của Hải quân Hoa Kỳ.

## Đời tư
Rainwater kết hôn với Emma Louise Smith tháng 3 năm 1942. Họ có ba người con trai: James, Robert và William cùng một con gái, Elizabeth Ann, nhưng đã chết lúc còn trẻ.
Ông qua đời ngày 31.5.1986

## Giải thưởng và Vinh dự
- Hội viên Hội Vật lý Hoa Kỳ
- Hội viên Viện Kỹ sư điện và điện tử
- Hội viên Hiệp hội thăng tiến Khoa học Hoa Kỳ
- Hội viên Viện Hàn lâm Khoa học New York
- Viện sĩ Viện Hàn lâm Khoa học quốc gia Hoa Kỳ
- Hội viên Hội Quang học Hoa Kỳ
- Hội viên Hiệp hội giáo viên Vật lý học Hoa Kỳ
- Giải Ernest Orlando Lawrence năm 1963.
- Giải Nobel Vật lý năm 1975